# Estación de General Anaya (Metrorrey)
La estación General Anaya (también conocida como Metro General Anaya) es una estación subterránea del Metro de Monterrey. Está ubicada en la Avenida Alfonso Reyes en la ciudad de Monterrey. Fue la terminal de la línea 2 hasta su ampliación a Sendero, siendo la estación terminal entre los días 30 de noviembre de 1994 y 30 de octubre de 2007. Fungió como estación terminal provisional entre el 5 de diciembre de 2022 y 12 de marzo de 2023, esto tras el cierre termporal del tramo elevado de la línea 2 debido a las fallas estructurales encontradas en este.
El icono de la estación es representado por dos torres localizadas en los accesos de la estación. El nombre se debe a que cerca de la estación se encuentra la calle General Pedro María Anaya, quien en 1847, libro la batalla de Churubusco en el exconvento del mismo nombre en la Ciudad de México. Actualmente el exconvento aloja al Museo Nacional de las Intervenciones. Al general Anaya se le atribuye la frase "...si hubiera parque usted no estaría aquí.". La estación General Anaya está ubicada cerca de las oficinas corporativas de la empresa FEMSA y a solo unas cuantas cuadras de la Cervecería Cuauhtémoc Moctezuma.
Durante el cierre del viaducto elevado de la línea 2 la estación fue utilizada como punto de trasbordo al servicio emergente "General Anaya - Sendero" desde el 5 de diciembre de 2022.